# Brevard
 Der er for få eller ingen kildehenvisninger i denne artikel, hvilket er et problem. Du kan hjælpe ved at angive troværdige kilder til de påstande, som fremføres i artiklen.

Brevard er en by i og er county seat af Transylvania County, North Carolina. Brevard har en befolkning på 7.609 indbyggere.

## Geografi
Brevard har et areal på 12,5 km².

## Uddannelse
Brevards universitet er Brevard College.
35°14′30″N 82°43′43″V / 35.2417°N 82.7286°V